# Fläckmjölskinn
Fläckmjölskinn (Corticium confine) är en svampart som beskrevs av Bourdot & Galzin 1911. Corticium confine ingår i släktet Corticium och familjen Corticiaceae.   Inga underarter finns listade i Catalogue of Life.
I den svenska databasen Dyntaxa används istället namnet Trechispora confinis för samma taxon.  Arten är reproducerande i Sverige.